# АРП8Т
Электровоз АРП8Т — выпускаемый серийно фирмой ЗАО ПКФ «Амплитуда» шахтный аккумуляторный электровоз.

## Основные сведения
Локомотив разработан на базе ходовой части наиболее распространенного и удобного в эксплуатации электровоза АМ8Д, позволяющей вписаться во все уже существующие в настоящее время транспортные пути угольных шахт.

### Технические характеристики
Основные параметры электровоза:
- масса — (8 700 ± 160) кг;
- параметры часового режима:
  - мощность ТЭД (суммарная) — 26 кВт;
  - скорость — 6,8 км/ч;
  - сила тяги — 12,2 кН;
- параметры длительного режима:
  - скорость — 10,0 км/ч;
  - сила тяги — 4,6 кН;
- конструктивная скорость — 14 км/ч;
- габаритные  размеры:
  - длина — 4 550 мм;
  - ширина — 1350/1045 мм;
  - высота (с кабиной) — 1 650 мм;
- жёсткая база — (1 200 ± 60) мм;
- клиренс — не менее 100 мм;
- ширина колеи — 900 либо 600 мм;
- диаметр колеса по ободу катания — 680 мм.

Электровоз оснащён электрооборудованием исполнения РВ и аккумуляторной батареей исполнения РП.

## Конструкция
Электровоз АРП8Т снабжен транзисторной бесконтактной системой управления. Данная система управления позволяет выполняет все необходимые функции и обеспечивает все заданные параметры без перегрузок и аварийных ситуаций, в том числе не происходит перегрева двигателей. Однако, поскольку на шахтах используются батареи, отработавшие уже несколько лет, было доработано и изготовлено несколько блоков, позволяющих электровозу работать с щелочными батареями, срок службы которых истёк.
Электровоз АРП8Т может комплектоваться как щелочными никель железными (ТНЖШ) так и кислотными аккумуляторными батареями, контроллером КТВ-2 (или КРВ-2), скоростемером СР, импульсным преобразователем напряжения (ИПН) для питания фар электровоза, сигнализатором звуковым СЗЭВ.
Система электродинамического торможения электровоза АРП8Т дает возможность полностью заблокировать колёса, что при наличии механических тормозов позволяет обеспечить все необходимые виды торможения. Необходимость в точном контроле скорости предусмотрена в скоростемере CP.
Для снижения затрат добывающих предприятий возможно проведение капитального ремонта используемых аккумуляторных электровозов с их модернизацией и с установкой транзисторной бесконтактной системы управления, что увеличит ресурс электровозов минимум в два раза и обеспечит безопасность труда шахтеров. Претерпели изменения и другие узлы, что в конечном итоге позволило обеспечить большую безопасность и надёжность изделия в целом.
Для повышения показателей безопасности в конструкцию прототипа были внесены следующие изменения: реализованы плавный пуск и торможение, введены контроль и защита тяговых электродвигателей от перегрузок, а также блокировка управления электровозом вне кабины; добавлены стабилизированный источник питания, стояночный (красный) свет, возможность переключения света фар на ближний или дальний свет, звуковой двухтональный сигнализатор, возможность пуска электровоза только с нулевой позиции контроллера, возможность выхода из кабины в обе стороны. После реализации вышеперечисленных мер получено соответствие электровоза требованиям ГОСТ 12.2.112 и «Временным требованиям безопасности к основному горно-транспортному оборудованию для угольных и сланцевых шахт».

## Модификации
Электровоз АРП8Т в зависимости от условий эксплуатации может быть оснащён кислотной аккумуляторной батареей и двухкабинным корпусом при тех же габаритных размерах (во второй кабине управления установлен только блок управления).